# Catedral de Linköping
La Catedral de Linköping (en sueco: Linköpings domkyrka) es una iglesia localizada en la ciudad sueca de Linköping. La catedral es la sede del obispo de la diócesis de Linköping, perteneciente a la Iglesia de Suecia.

## Historia
La iglesia que actualmente se erige en Linköping tiene 8 siglos de antigüedad. Sin embargo, el comienzo de su historia se remonta al siglo XI, cuando se empezó a construir una iglesia de madera en la misma localización. Más tarde, hacia 1120, se comenzó a construir en el mismo lugar una iglesia de piedra; una basílica de alrededor de la mitad del tamaño del edificio actual. Sus medidas eran de 110 metros de largo y alcanzaba una altura de 107 en su torre.
Hacia 1230 se impuso la necesidad de construir una iglesia de mayor capacidad, dado que la basílica había comenzado a quedarse demasiado pequeña. La iglesia se extendió hacia su flanco oriental, con la construcción de un nuevo coro arquitectónico y un transepto. Estas ampliaciones permanecieron y actualmente forman parte integrante de la iglesia moderna.
El retablo actual también data de ese tiempo.
La siguiente ampliación de la iglesia fue acometida tras la coronación del rey Valdemar I de Suecia, en 1251. De dicha época es la construcción del edificio principal, y la iglesia adquirió sus medidas actuales.
Al comienzo del siglo XV (1408-1420), se construyeron capillas de arquitectura gótica, con grandes ventanas y bóvedas de forma estrellada. Las capillas fueron nombradas en honor a San Andreas (posteriormente rebautizada en honor a María), San Nicolás y Santo Tomás.
En 1546 y 1567, sendos incendios dañaron el tejado de la iglesia. La torre fue reconstruida entre 1747-1758, y de nuevo entre 1877-1886 por Helgo Zettervall. Además de dichas reconstrucciones, se llevaron a cabo obras en 1967, que restauraron la forma del tejado del siglo XVII.
El tejado está cubierto de un revestimiento de cobre. Los óxidos resultantes de la corrosión de este metal le confieren su distintivo color verde.
En 2006, se encargó al artista británico Brian Clarke que diseñara seis vidrieras para los pórticos norte y sur del crucero de la catedral: tres lancetas sobre las entradas del pórtico a cada lado. Financiado por el Fondo de Bernhard Risberg, creado en 1947 "para el embellecimiento de la Catedral de Linköping", las ventanas se instalaron en septiembre de 2010.

## Sepulturas
- Juan de Östergötland
- Princesa María Isabel de Suecia

## Galería

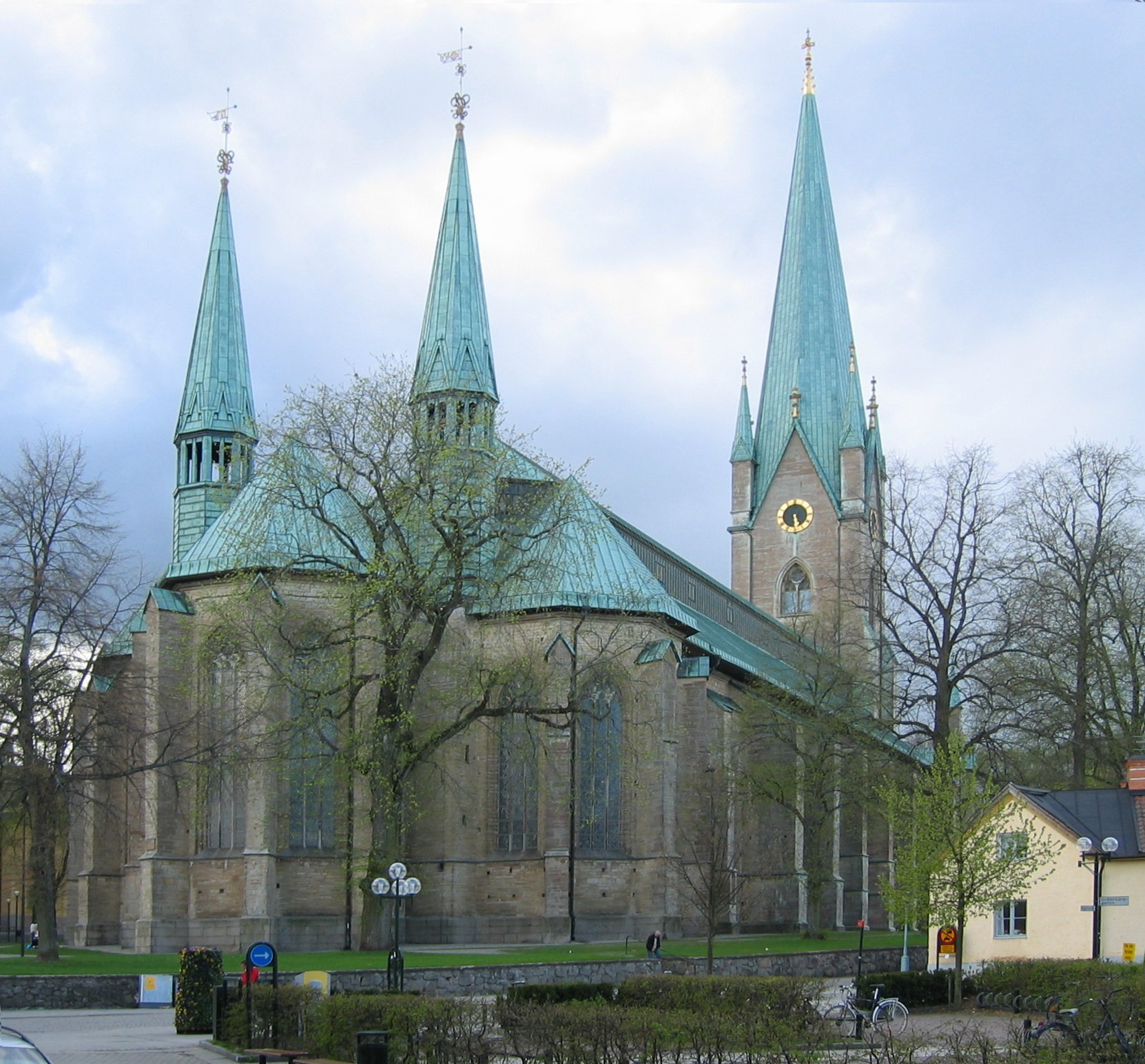
Catedral de Linköping
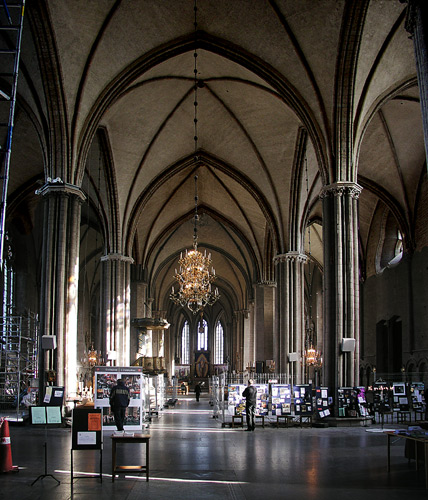
Interior de la catedral en 2003
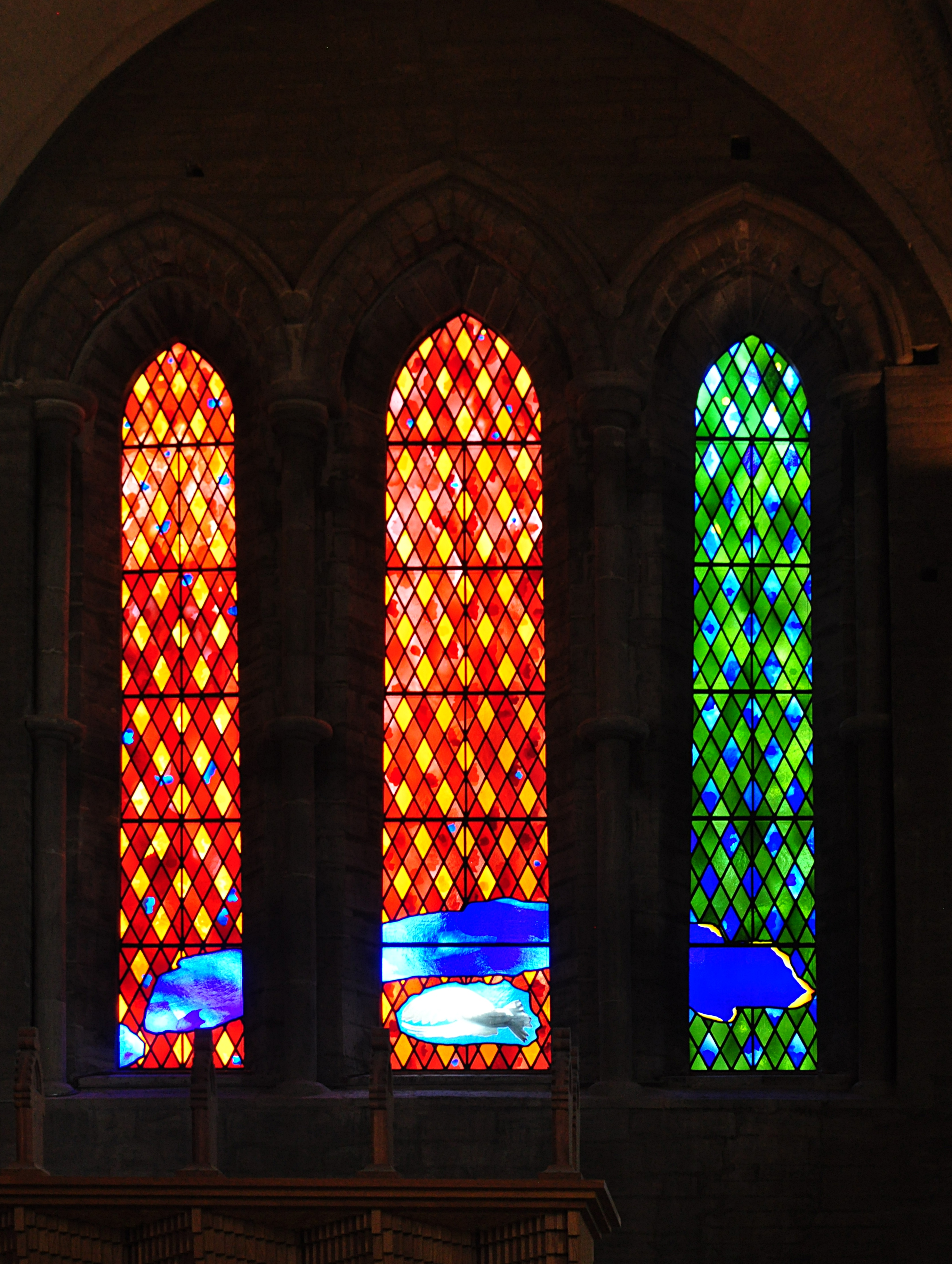
Vitral moderno del portal norte del artista Brian Clarke
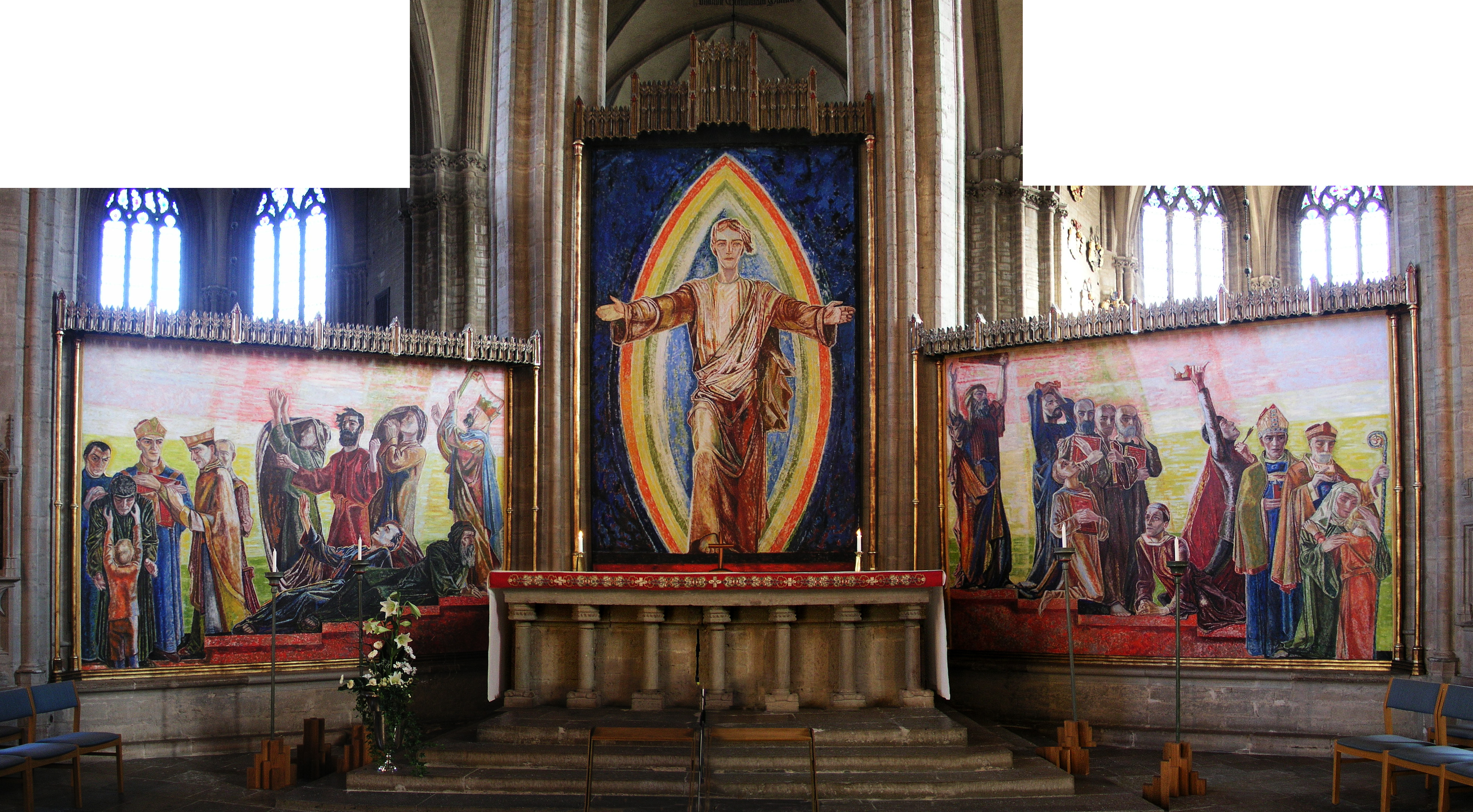
Retablo
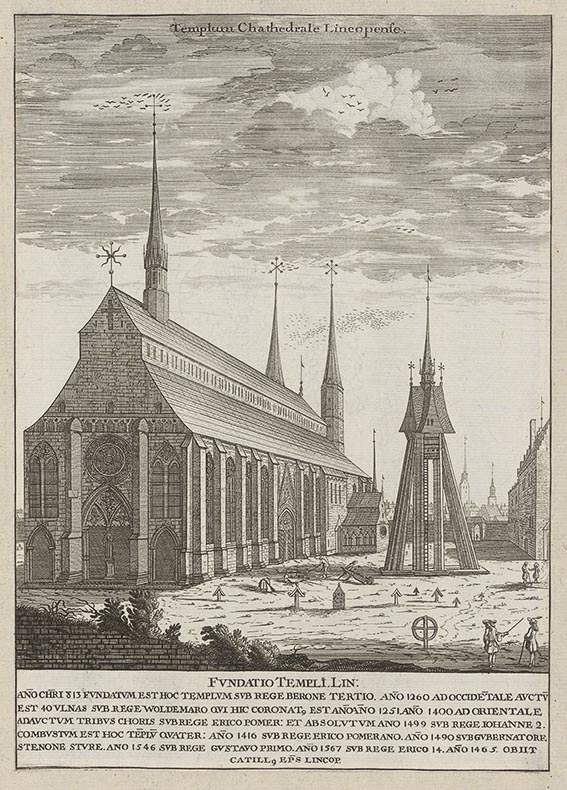
En Suecia Antiqua et Hodierna